# Eimersdorf
Ne doit pas être confondu avec Heimersdorf ou Hemmersdorf.
Eimersdorf (en sarrois Ämeschdroff) est un ortsteil de Rehlingen-Siersburg en Sarre.

## Géographie
Situé à gauche de la Nied.

## Toponymie
- Emerstroff (1802).

## Histoire
Ancienne commune de la Moselle sous le nom de Emerstroff, cédée à la Prusse en 1815.
Ancienne commune indépendante, Eimersdorf a été rattachée à Rehlingen-Siersburg le 1er janvier 1974.

### Édifices religieux

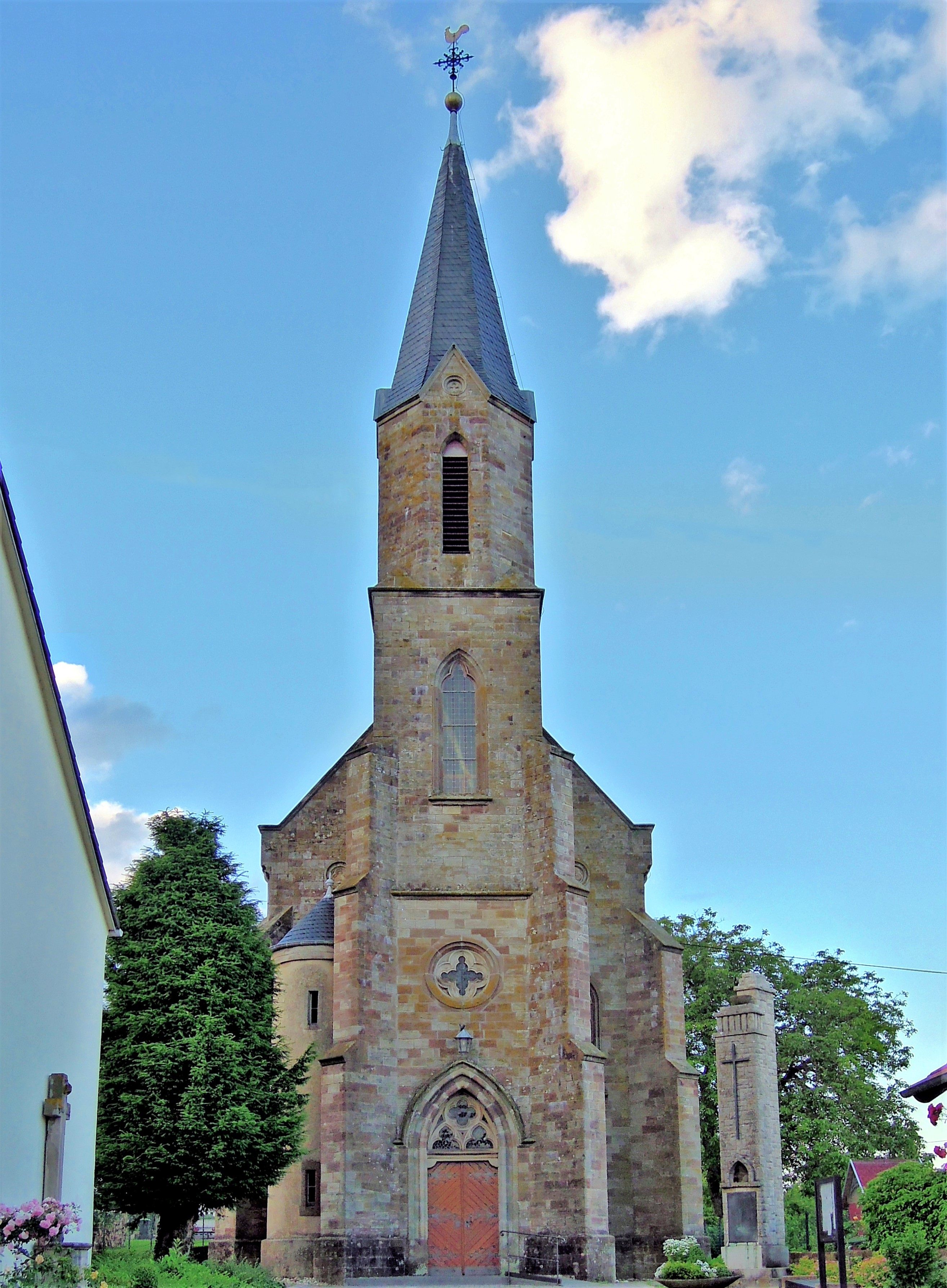
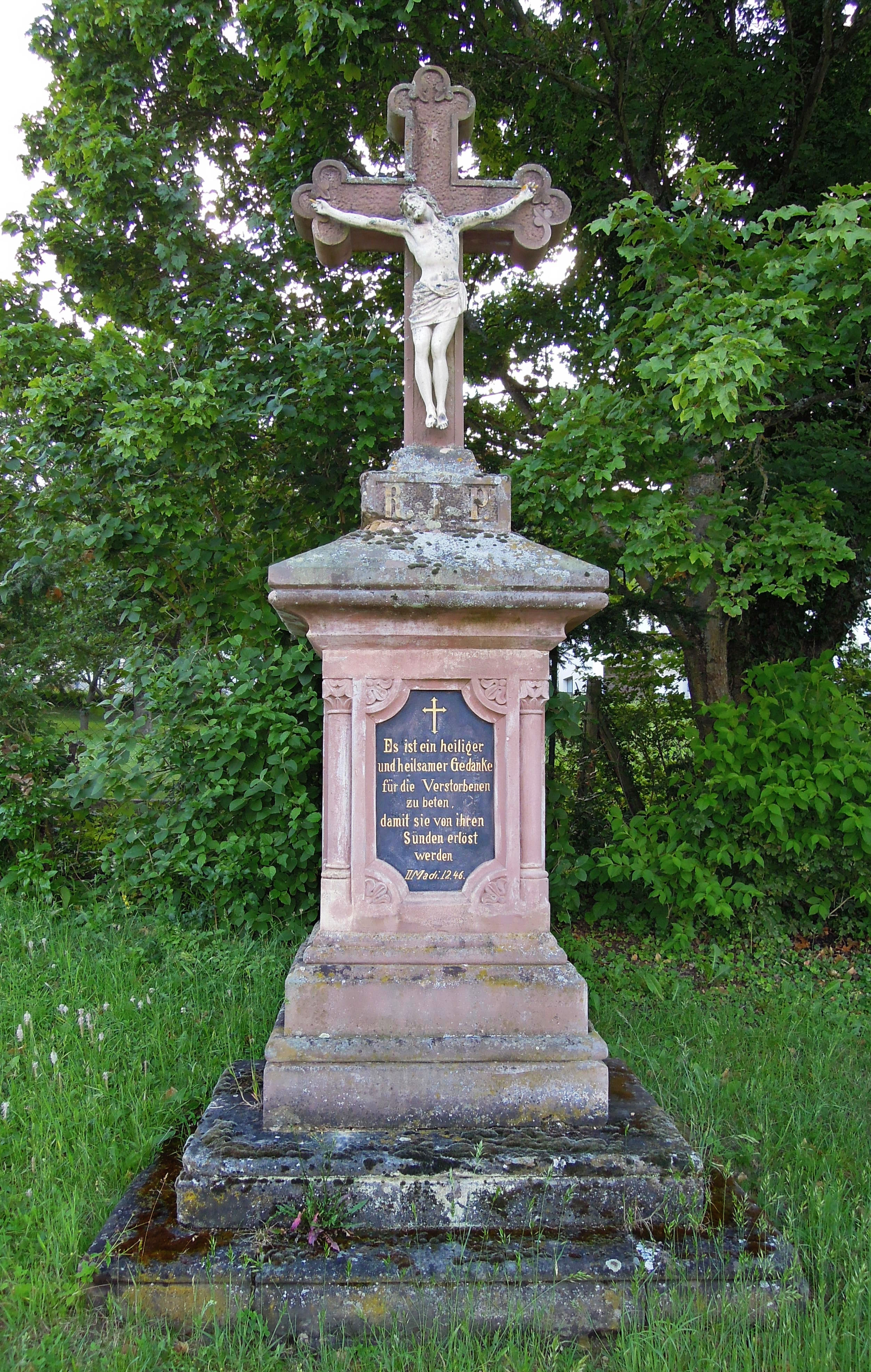
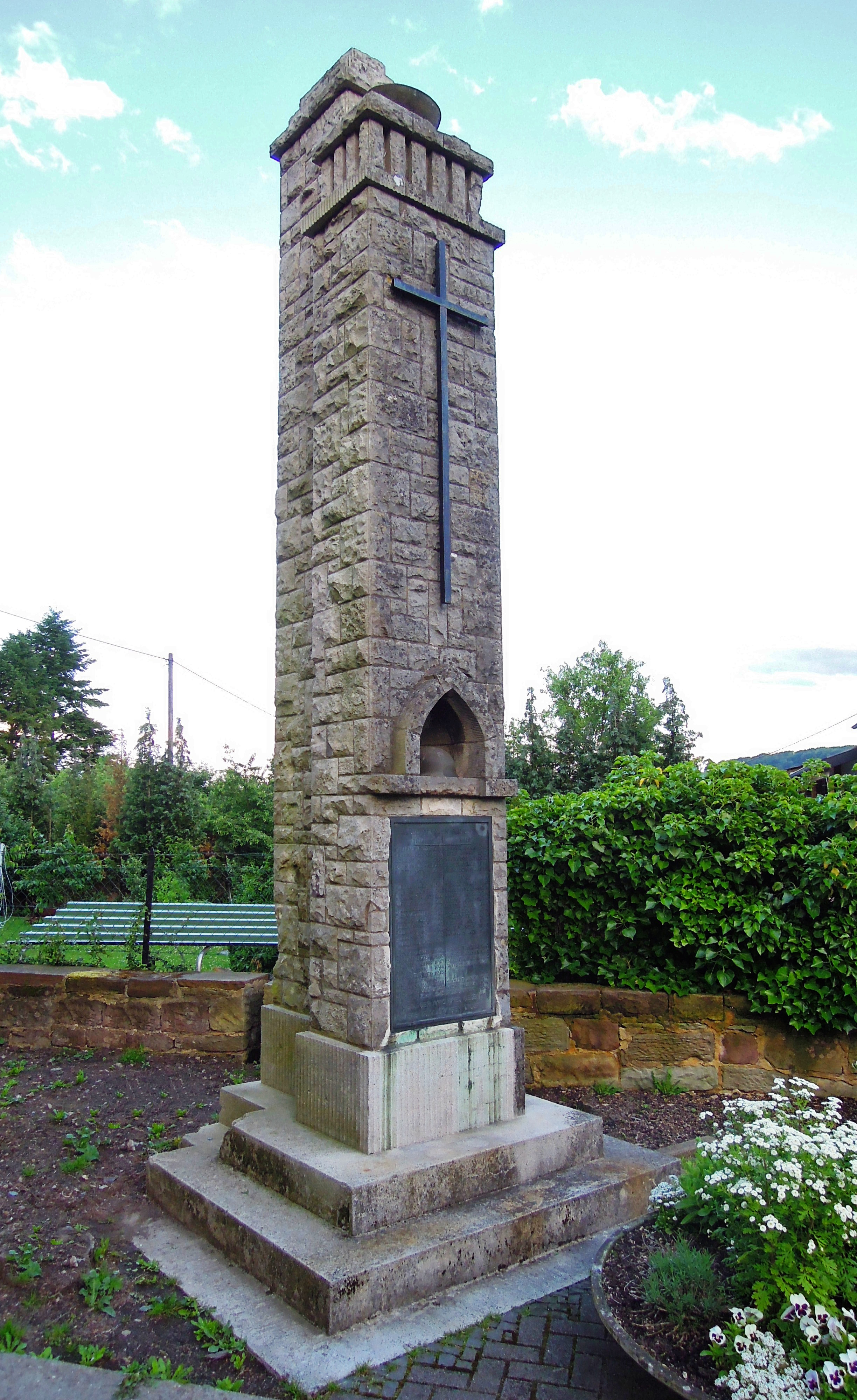

### Maisons

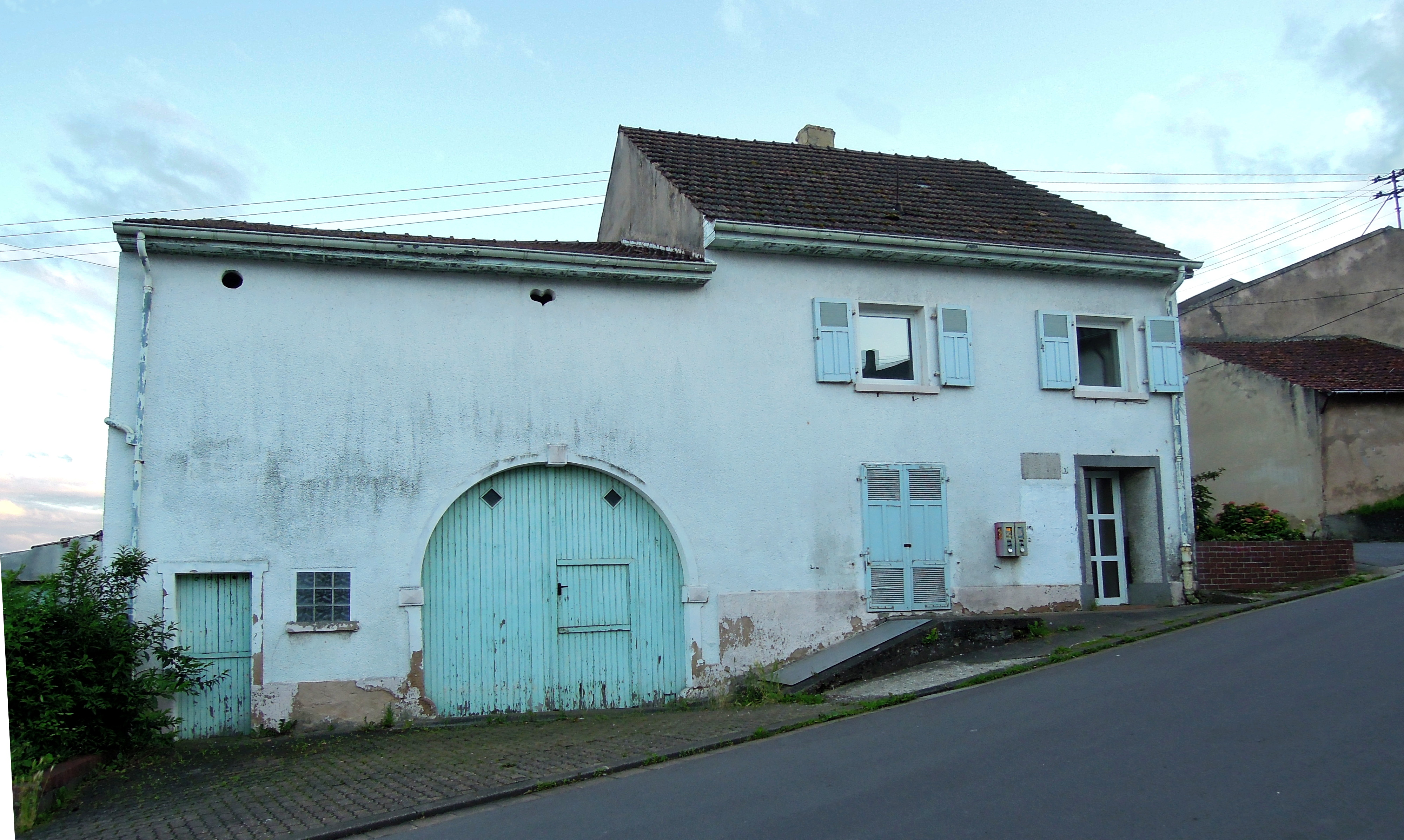
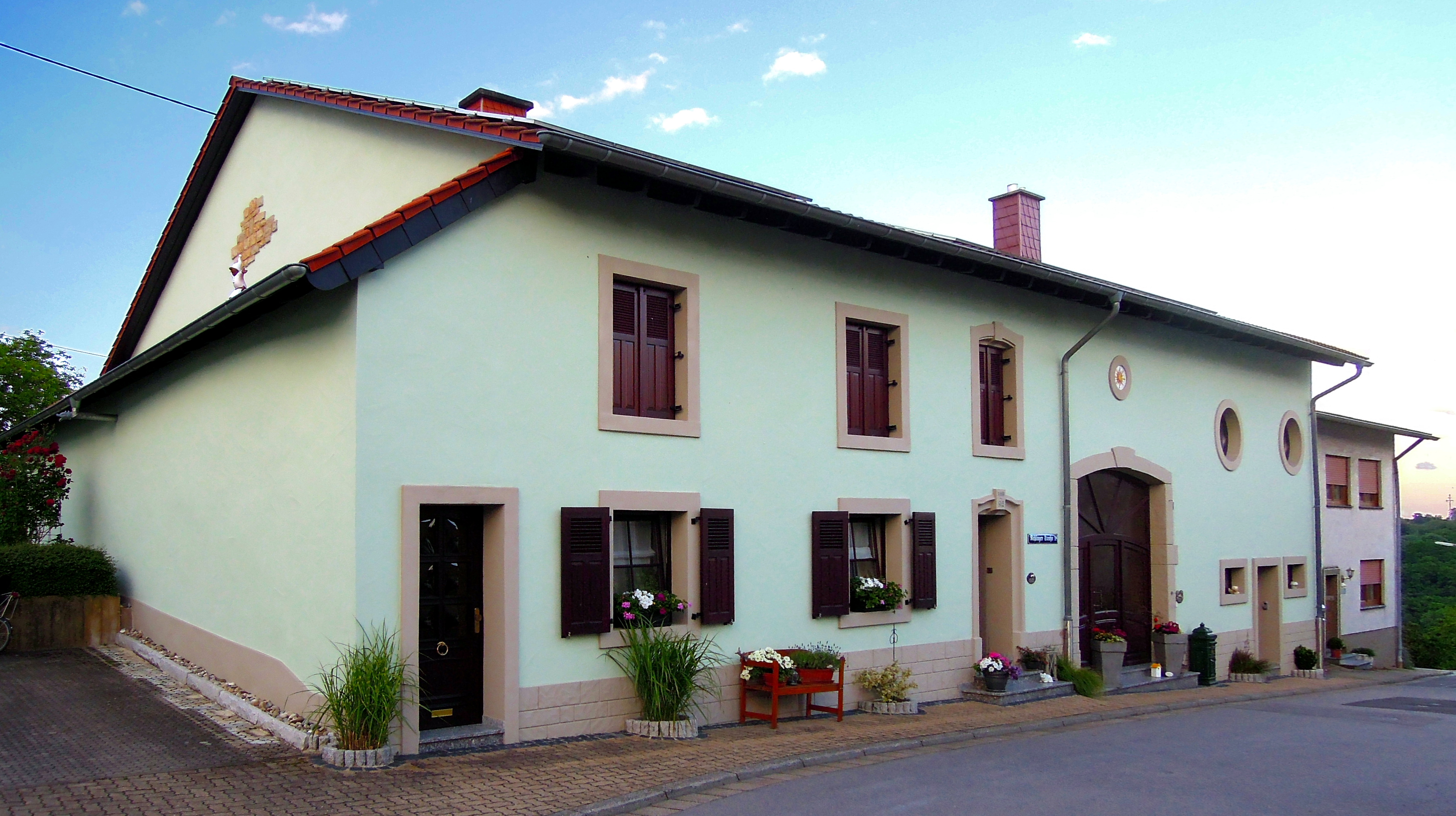